# Oiophysa ablusa
Oiophysa ablusa är en insektsart som beskrevs av Drake och John Tenison Salmon 1950. Oiophysa ablusa ingår i släktet Oiophysa och familjen Peloridiidae. Inga underarter finns listade i Catalogue of Life.